# Raquel Fernandes
Raquel Fernandes dos Santos, conosciuta semplicemente come Raquel (Contagem, 21 marzo 1991), è una calciatrice brasiliana, attaccante della Ferroviária e della nazionale brasiliana.

## Carriera

### Nazionale
Raquel inizia ad essere convocata dalla Federcalcio brasiliana nel 2008, inserita dal tecnico federale Marcos Gaspar nella rosa delle 21 calciatrici della formazione Under-17 che affronta la prima edizione del Mondiale di categoria, quello di Nuova Zelanda 2008. In quell'occasione Gaspar la impiega in tutti i tre incontri disputati dal Brasile nel gruppo D della fase a gironi, dove le prestazioni della squadra non si rivelano all’altezza delle avversarie che, con due sconfitte, con Inghilterra e Corea del Sud, dove in quest'ultima al 66' riduce lo svantaggio sul 2-1 per le asiatiche siglando la sua unica rete nel torneo, e l'unico pareggio per 2-2 con la Nigeria, conclude al quarto e ultimo posto del girone venendo così eliminata già alla fase preliminare.